# Annette Kolb
Annette Kolb, per esteso Anna Mathilde Kolb (Monaco di Baviera, 3 febbraio 1870 – Monaco di Baviera, 3 dicembre 1967), è stata una scrittrice tedesca del periodo a cavallo tra Ottocento e Novecento.

## Biografia
Il padre, Max Kolb (1829-1915), era figlio illegittimo della famiglia Wittelsbach. Secondo due diverse tradizioni, Max era a sua volta figlio del re Massimiliano II di Baviera, e, in tal caso, sarebbe stato fratellastro del re Ludovico II o del duca Massimiliano Giuseppe in Baviera, e, conseguentemente, anche fratellastro dell'imperatrice Elisabetta d'Austria. La madre di Annette era la pianista parigina Sophie Danvin.
I nonni materni erano una coppia celebre di paesaggisti francesi, Felix e Amelie Costanza Davin. Annette Kolb crebbe a Monaco di Baviera, trascorrendo i primi anni di scuola presso il convento scuola di Thurnfeld vicino a Hall in Tirol. Scoprì la sua passione per la scrittura e il 1899 fu l'anno della pubblicazione suo primo libro.
Durante la seconda guerra mondiale, s'impegnò nel pacifismo. Un veemente appello per l'applicazione della ragione ai popoli europei, scatena, l'11 gennaio 1915, dopo una conferenza a Dresda, disordini sociali. Il ministero bavarese le impose nel 1916 il divieto di viaggiare, accusandola di fomentare "intrighi pacifisti". Su iniziativa di Walther Rathenau, politico ed imprenditore tedesco, ad Annette Kolb fu concesso di andare in esilio in Svizzera.
Dal 1923 la scrittrice si era stabilita nella località di Badenweiler, dove aveva costruito, per opera dell'architetto Wilheln, una casa residenziale. Negli anni venti, la scrittrice giuoca un ruolo importante nel panorama letterario tedesco. Rainer Maria Rilke venne ispirato da suoi romanzi. Nel 1914 conobbe René Schickele, suo vicino di casa a Badenweiler, uno scrittore alsaziano e fautore della riconciliazione franco-tedesca. Condivisero una grande amicizia fino alla sua morte, avvenuta nel 1940.
Nel 1933 si trasferisce a Parigi nel timore di persecuzioni naziste, e, nel 1936 divenne cittadina francese. Nel 1941, a 71 anni, fugge a New York. Dopo la guerra, visse, fino al 1961 tra Parigi, Monaco di Baviera e Badenweiler. Muore nel 1967, venendo sepolta in un piccolo cimitero situato sulla Neuberg Bogenhausener Strasse a Monaco di Baviera (muro a destra tomba n.10).